# فرودگاه شهری سیدنی (نبراسکا)
فرودگاه شهری سیدنی (نبراسکا) (به انگلیسی: Sidney Municipal Airport (Nebraska)) (به زبان بومی: Lloyd W. Carr Field) یک فرودگاه همگانی بهره‌برداری هوایی با کد یاتا SNY است که یک باند فرود بتن دارد و طول باند آن ۲۰۱۲ متر است. این فرودگاه در کشور ایالات متحده آمریکا قرار دارد و در ارتفاع ۱۳۱۵ متری از سطح دریا واقع شده است.